# Nationaal park Kerinci Seblat
Nationaal park Kerinci Seblat is een park in Indonesië. Het ligt in de provincies West-Sumatra, Jambi, Bengkulu en Zuid-Sumatra op het eiland Sumatra. Het vormt samen met het Nationaal Park Bukit Barisan Selatan en het Nationaal Park Gunung Leuser het beschermde werelderfgoedgebied Tropisch regenwoud van Sumatra.